# Ar-Raqqa
Ar-Raqqa (arabisch الرقة, auch ar-Raqqah, Rakka, kurdisch Reqa, türkisch Rakka) ist die Hauptstadt des gleichnamigen Gouvernements am mittleren Euphrat im Norden von Syrien. Die heutige Stadt ist eine Neugründung vom Anfang des 20. Jahrhunderts an der Stelle einer am Anfang des 8. Jahrhunderts angelegten abbasidischen Stadt. Für 2010 wurden 200.268 Einwohner berechnet.
Vor Ausbruch des syrischen Bürgerkriegs betrug die Bevölkerungsanzahl geschätzt 277.300, seitdem ist sie durch den Flüchtlingszustrom rasant angewachsen. Mitte 2013 wurde die Stadt von den Organisationen al-Nusra-Front und Islamischer Staat (IS, vormals ISIS) durch die Vertreibung der Freien Syrischen Armee eingenommen. Sie galt als die größte Stadt unter der Kontrolle des Islamischen Staats und wurde als deren inoffizielle Hauptstadt bezeichnet. Dies galt, bis 2014 die IS-Milizen die Stadt Mossul, im Irak, eroberten, welche im Frühjahr 2017 von der irakischen Armee wieder zurückerobert wurde. Raqqa galt als Kommandozentrale und wichtigster militärischer Stützpunkt des IS, bis sie am 17. Oktober 2017 durch die Demokratischen Kräfte SDF, einer kurdisch-arabischen Miliz, zurückerobert wurde. Seither gilt Raqqa als die Hauptstadt der de facto autonomen Selbstverwaltung von Nord- und Ostsyrien.

## Lage

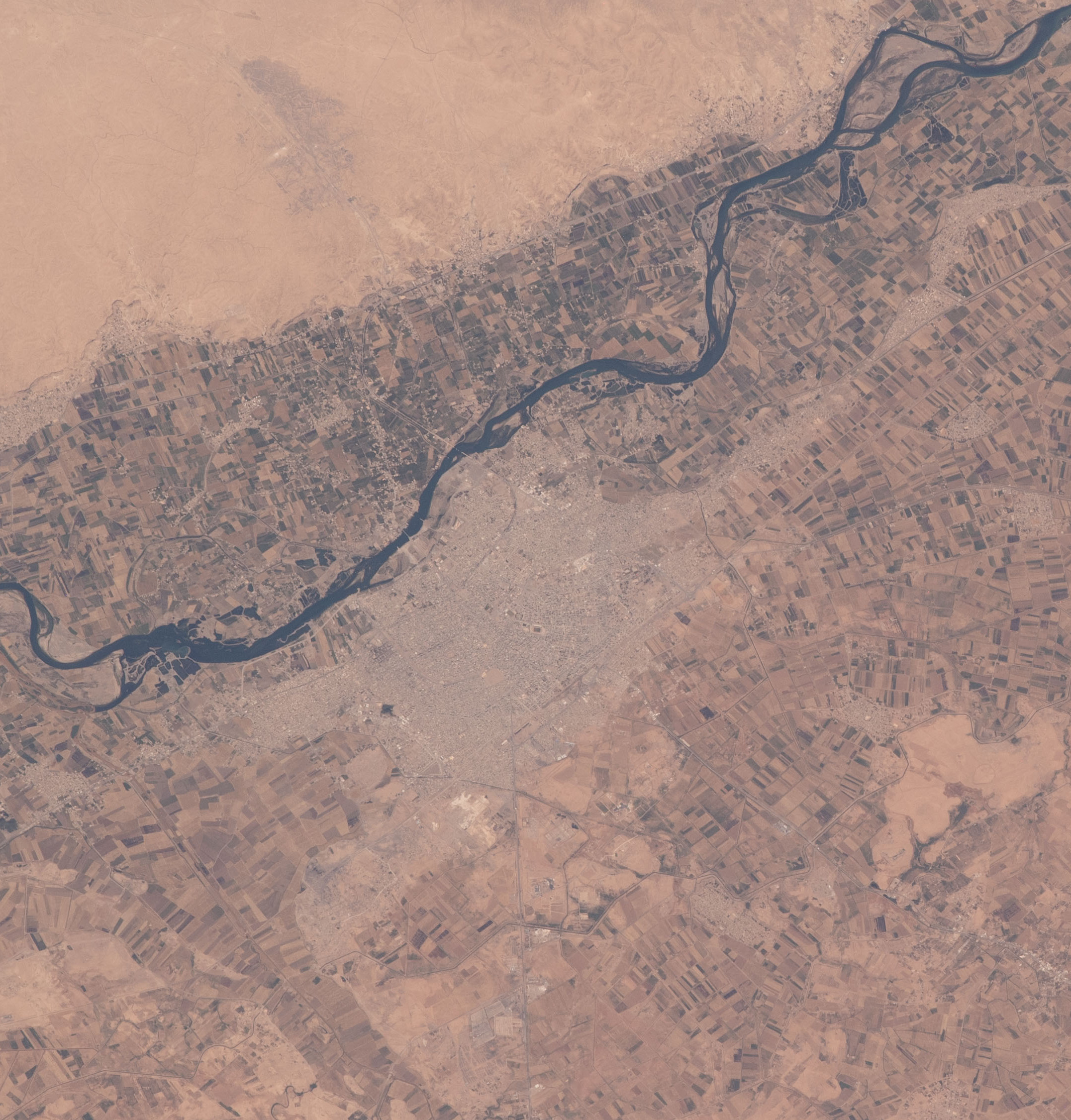
Ar-Raqqa mit Euphrat (ISS-Foto von 2022) - die Halbwüste im Süden ist oben

Ar-Raqqa liegt auf 245 Meter Höhe am linken (nördlichen) Ufer des Euphrat etwa vier Kilometer vom Belich entfernt, der südöstlich von ar-Raqqa in den Euphrat mündet. Auf der am rechten Euphrat-Ufer entlangführenden Schnellstraße sind es etwa 130 Kilometer nach Südosten bis nach Deir ez-Zor. Der Flusswasserspiegel liegt auf einer Höhe von etwa 235 Metern; die fruchtbare und bewässerte Euphrataue ist im Bereich der Stadt fünf bis sechs Kilometer breit und wird an ihren steil ansteigenden Rändern von etwa 90 Meter höheren Gipsfelsen überragt, die zur zentralsyrischen Wüstensteppe überleiten. Der Euphrat bildet dort die Südgrenze der historischen Kulturregion Diyar Mudar, die dem westlichen, syrischen Teil der Dschazīra-Region entspricht.

## Klima
Das Klima um ar-Raqqa ist deutlich kontinentaler geprägt als im eher mediterranen Westen Syriens. In ar-Raqqa herrscht sommerheißes, trockenes kontinentales Steppen- und Wüstenklima vor. Der geringe Niederschlag im Jahr beschränkt sich vorwiegend auf die Wintermonate. Die Temperaturen können im Winter unter den Gefrierpunkt fallen. Der Sommer dagegen ist sehr heiß und trocken. Temperaturen über 40 Grad Celsius sind hier möglich.
|                       | Jan  | Feb  | Mär  | Apr  | Mai  | Jun  | Jul  | Aug  | Sep  | Okt  | Nov  | Dez  |   |      |
| Mittl. Tagesmax. (°C) | 11,8 | 14,4 | 19,0 | 24,8 | 30,9 | 36,3 | 38,8 | 38,5 | 34,4 | 28,5 | 20,5 | 13,7 | ⌀ | 26   |
| Mittl. Tagesmin. (°C) | 2,1  | 3,1  | 6,0  | 10,2 | 14,8 | 19,1 | 21,4 | 20,9 | 16,9 | 11,7 | 6,2  | 3,4  | ⌀ | 11,4 |
|                       |      |      |      |      |      |      |      |      |      |      |      |      |   |      |
| Niederschlag (mm)     | 39   | 23   | 33   | 23   | 8    | 1    | 0    | 0    | 0    | 5    | 20   | 27   | Σ | 179  |

| 2,1 |

| 3,1 |

| 6,0 |

| 10,2 |

| 14,8 |

| 19,1 |

| 21,4 |

| 20,9 |

| 16,9 |

| 11,7 |

| 6,2 |

| 3,4 |

| 2,1 |

| 3,1 |

| 6,0 |

| 10,2 |

| 14,8 |

| 19,1 |

| 21,4 |

| 20,9 |

| 16,9 |

| 11,7 |

| 6,2 |

| 3,4 |

## Geschichte

### Frühgeschichte und Antike
Wegen der zu allen Zeiten verkehrsgünstigen Lage bestand im Mündungsdreieck der Flüsse Euphrat und Belich im Bereich von wenigen Kilometern seit etwa 6000 v. Chr. eine Abfolge von Siedlungen. Die früheste Stadtgründung war Tuttul, dessen Blütezeit nach der Mitte des 3. Jahrtausends begann und bis zum altbabylonischen Reich im 17. Jahrhundert v. Chr. dauerte. Seine Reste wurden im Siedlungshügel Tall Bi'a zwei Kilometer östlich des heutigen Stadtzentrums ausgegraben.
In frühhellenistischer Zeit erfolgte mit dem seleukidischen Nikephorion um 300 v. Chr. die nächste Stadtgründung zwei Kilometer südlich am damaligen Euphrat-Ufer. Das Flussbett des Euphrat hat sich seither weiter nach Süden verlagert. Der Ort gehörte lange zum Partherreich und seit 198 n. Chr. dann zum Römischen Reich. Während der römischen Zeit hieß das bedeutende Handelszentrum Callinicum (Kallinikon) und war in der Spätantike ein Grenzort zum persischen Sassanidenreich mit einer starken Festung.
388 stürmte hier eine aufgebrachte Menge Christen die örtliche Synagoge und steckte sie in Brand, was zu einer Konfrontation zwischen Kaiser Theodosius I., der gegen die Brandstifter vorgehen wollte, und Ambrosius von Mailand führte. Als Vorwand könnte möglicherweise eine grausame Christenverfolgung des Sassanidenkönigs Schapur II. gedient haben, an der einige Jahre zuvor angeblich auch Juden mitgewirkt hatten. Ambrosius empörte sich vor allem über die kaiserliche Anweisung, die zerstörte Synagoge wieder aufzubauen. Theodosius konnte sich nicht gegen den Bischof durchsetzen; der Pogrom blieb ungesühnt.
531 erlitt der oströmische General Belisar bei der Schlacht von Callinicum eine Niederlage gegen die Perser. Belisar hatte eine persische Invasionsarmee mit überlegenen Kräften zum Abzug nötigen können; bei Kallinikon erreichten die römischen Truppen die Feinde und zwangen sie – vielleicht gegen Belisars Willen – zur Schlacht, die der Augenzeuge Prokopios von Caesarea später in seinen Historien geschildert hat. Beide Seiten erlitten hohe Verluste, doch letztlich konnten die Perser das Feld behaupten und sich unbehelligt über den Euphrat in ihr Reich zurückziehen. Der magister officiorum Hermogenes, der sich bei der römischen Armee aufhielt, warf Belisar bei Kaiser Justinian I. daraufhin Versagen vor; die anschließende Untersuchung führte zur zeitweiligen Abberufung des Generals vom Posten des magister militum per Orientem. Erst durch seine Loyalität während des Nika-Aufstands konnte Belisar die kaiserliche Gunst zurückgewinnen.

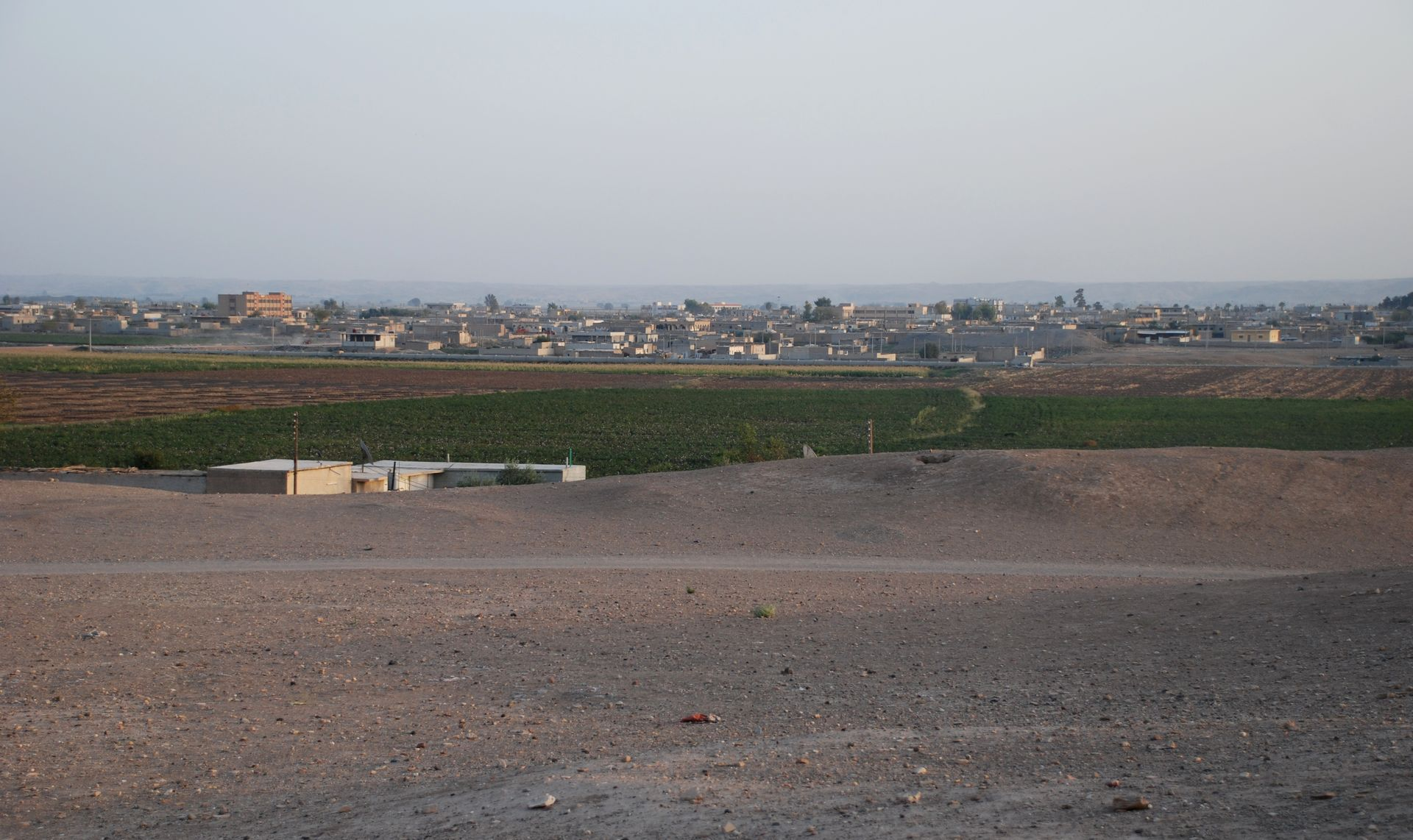
Von Tell Bi'a nach Süden Richtung Euphrat. Hinter den Baumwollfeldern lag Kallinikon, heute vom Stadtteil Mišlab überbaut

Unter Kaiser Justinian wurde die Stadt im 6. Jahrhundert n. Chr. neu befestigt. Ihre Lage entspricht der des heutigen Dorfs oder Stadtteils Mišlab, etwa zwei Kilometer südöstlich der modernen Stadt. An der Süd- und Ostseite von Callinicum wurde der Verlauf einer Umfassungsmauer ausgemacht. Über die römische und byzantinische Stadt selbst ist wenig bekannt. Es dürfte mindestens zwei Klöster gegeben haben, eines davon lag auf dem arabisch Tell Bi'a genannten Siedlungshügel, was mit „Kirchenhügel“ übersetzt wird. Eine größere jüdische Gemeinde versammelte sich in der Synagoge, von deren Existenz Benjamin von Tudela Mitte 12. Jahrhundert berichtet.

### Arabische Zeit
639 eroberten muslimische Araber die Stadt und benannten sie in ar-Raqqa („Flussniederung“) um. Von der umayyadischen Stadt ist wenig mehr als eine Freitagsmoschee bekannt, die 641 erbaut und im 10. Jahrhundert erweitert wurde. Die moderne Stadterweiterung hat keine Spuren dieser Moschee übriggelassen, es existieren aber Beschreibungen bis Anfang des 20. Jahrhunderts und ein Foto, das Gertrude Bell 1909 auf einer Reise anfertigte. Es zeigt ein schwer beschädigtes quadratisches Ziegelminarett auf freiem Feld.
Der in Damaskus geborene Kalif Hischam (reg. 724–743) ließ sich nach mittelalterlichen Zeugnissen zwischen Bewässerungskanälen südlich des Euphrat zwei Paläste erbauen, deren geringe Reste bisher nur ansatzweise ausgegraben wurden. Während der sommerlichen Mückenplage entfloh er in seine Palastresidenz nach Resafa.
Mit dem anschließenden Kalifat der Abbasiden wechselte die Hauptstadt von Damaskus nach Bagdad, ar-Raqqa wurde wegen seiner Lage weit im Osten der syrischen Städte und näher am Kernland der Abbasiden bevorzugt und erlebte eine Blütezeit als Handelszentrum. Noch unter der Herrschaft von al-Mansur begann 772 dessen Sohn und Thronfolger al-Mahdi (reg. 775–785) einen Kilometer westlich des bisherigen Ortes mit dem Aufbau einer neuen Stadt, die er als Militärstützpunkt gegen Byzanz befestigen ließ und die den Namen ar-Rāfiqa („der Begleiter“, bezogen auf ar-Raqqa) erhielt. Bis zum 10. Jahrhundert hatte sich das Leben vollständig in die Neugründung verlagert und die antike Stadt war verfallen. Stefan Heidemann (2003) fand nach Auswertung mittelalterlicher Quellen, dass sich im Bereich zwischen diesen beiden Orten im 8. und 9. Jahrhundert ein Handwerkergebiet besonders zur Glasproduktion befunden hatte, das al-Raqqa al-Muḥtariqa, „das brennende Raqqa“ genannt wurde. Es lag an der am Osttor (Bāb al-Sibāl) beginnenden Ausfallstraße. Von 1992 bis 1996 konnte außerhalb des heute überbauten Stadtviertels in einem Tell (Tell Zujaj) eine Glasmanufaktur aus dieser Zeit freigelegt werden.
Ar-Rāfiqa war nach dem Vorbild des wenige Jahre zuvor (762 bis 766) von al-Mansur als ideale kreisrunde Stadt gegründeten Bagdad angelegt. Die „runde Stadt“ ar-Rāfiqa war von einer hufeisenförmigen Stadtmauer umgeben, deren gerade Seite im Süden parallel zum Euphratufer lag und die ein 1302 × 1400 Meter großes Gebiet umschloss. Die wichtigsten Zugänge waren das in den 1980er Jahren ausgegrabene Nordtor und das an der Südostecke in Richtung des alten ar-Raqqa gelegene Bagdadtor. Von der abbasidischen Stadtanlage in Bagdad sind keine Reste mehr vorhanden, daher stellt die erhaltene Stadtmauer von ar-Raqqa das einzig vergleichbare Anschauungsobjekt der als kosmogonisches Modell im Zentrum des abbasidischen Reiches geplanten Hauptstadt dar. Die zweite Neugründung nach dem Vorbild der Runden Stadt war die Stadtanlage von Qādisīya südlich Samarra am Tigris in der Form eines regelmäßigen Achtecks, die 796 von Hārūn ar-Raschīd aufgegeben wurde.
Von 796 bis 808 war ar-Rafiqa anstelle von Bagdad Hauptstadt des abbasidischen Reiches. Harun ar-Raschid machte es während dieser zwölf Jahre zu seiner Residenz. Er ließ nordöstlich außerhalb der Stadtmauer ein ausgedehntes Palastareal errichten, das Anfang des 9. Jahrhunderts noch erweitert wurde. Die Datierung der heute zum größten Teil überbauten Palastanlagen in die Zeit des Kalifen erfolgt aufgrund von Berichten des Historikers At-Tabarī (839–923) und wird durch Münzfunde bestätigt. Als Siegesmonument nach einer erfolgreichen Schlacht (806) gegen den byzantinischen Kaiser Nikephoros I. errichtet, blieb von den Bauten Haruns acht Kilometer westlich der Stadt der Ruinenhügel Heraqla erhalten. Der arabische Mathematiker Al-Battani führte in ar-Raqqa Anfang des 9. Jahrhunderts astronomische Beobachtungen durch. Aus der arabischen Halbinsel in die Dschazira-Region eingewanderte Beduinen vom Stamm der Banu Numair beherrschten im 10. und 11. Jahrhundert das Belich-Tal, machten die Handelswege unsicher und unternahmen häufig Plünderungszüge gegen die städtische, Landwirtschaft treibende Bevölkerung. Die Banu Numair lebten für gewöhnlich in ihren Zeltlagern außerhalb der Städte, die sie kontrollierten. Ein Feuer, das 944 Teile der Stadt zerstörte, wird mit den Unruhen in Verbindung gebracht. Diese Zeit ohne erkennbare Bautätigkeit wird als „archäologische Siedlungslücke“ bezeichnet.

### Seldschukische Zeit
Um 1087 eroberte Malik Schah I., Sultan der türkischen Seldschuken den Nordteil Syriens. Ihm gelang es, die Beduinen zurückzudrängen und in den Städten wieder eine Ordnung herzustellen. Während der Herrschaft der Zengiden und Ayyubiden erlebte die in ar-Raqqa zurückbenannte Stadt von der Mitte des 12. bis zur Mitte des 13. Jahrhunderts eine weitere wirtschaftliche und kulturelle Blütezeit, während der das Qasr al-Banat („Mädchenschloss“) erbaut wurde. Der Zengide Nur ad-Din (reg. 1146–1174) ließ die in ayyubidischer Zeit erbaute Große Moschee, die seit über 100 Jahren in Ruinen lag, wiederaufbauen. Der Umbau, für den Nur ad-Din ebenso wie für seine übrigen im ganzen Land durchgeführten Bauprojekte eine eigene wohltätige Stiftung (Waqf) ins Leben rief, ist inschriftlich 1165/66 datiert. 1182/83 kam ar-Raqqa unter die Kontrolle des Ayyubiden Saladin und wurde ausgebaut. Unter dem ayyubidischen Prinzen al-Malik al-Adil Abu Bakr, der 1201 bis 1228 in der Stadt lebte, wurden nach zeitgenössischen Quellen ein Palast, Bäder und Gärten angelegt; ar-Raqqa war eine der blühendsten Städte in Diyar Mudar. Zu einem ersten Höhepunkt islamischer Kleinkunst zählen emaillierte und mit Golddekor versehene Glasgefäße des 12. und 13. Jahrhunderts aus Aleppo, Damaskus und ar-Raqqa. Die Mongolen zerstörten ar-Raqqa, nachdem sie 1258 das Zweistromland erobert hatten. Danach war die Stadt verödet. Abu’l-Fida beschrieb 1321 eine verlassene Stadt.

### Osmanische Zeit
1516 wurde Syrien osmanisch. Ar-Raqqa war zwar im 16. und 17. Jahrhundert der Hauptort eines Eyâlet, dieses wurde aber in der Praxis als rückständigste Provinz des Reiches vernachlässigt. In der Zitadelle von ar-Raqqa war eine osmanische Reitertruppe stationiert. Ihrem Kommandanten gelang es im 16. Jahrhundert nur mit Mühe, Steuern von den verarmten Bauern einzutreiben. Die Bauern der Bewässerungsoasen am Euphrat konnten sich bis Anfang des 20. Jahrhunderts nicht gegen die Überfälle von Nomaden zur Wehr setzen, weshalb der Flusslauf bis auf einige Lehmhütten verlassen blieb.
1865 gruppierten sich um den Militärposten einige Unterkünfte für Regierungsangestellte, eine Moschee und bald einige Häuser. 1883 fand Eduard Sachau während seiner Reise durch Syrien und Mesopotamien in ar-Raqqa etwa 100 Bewohner in Zelten und einfachen Behausungen zwischen den Ziegelruinen. Der Ort war eine Neugründung dieser Zeit; die meisten Zuwanderer kamen aus Aleppo oder waren sesshaft gewordene Beduinen. 1865 gab es etwa 50 Häuser, 1898 wurden 100 bis 200 Häuser geschätzt. Um 1905 gründeten Tscherkessen eine Siedlung, die anfangs aus etwa 50 Häusern bestand, so dass 1912 insgesamt etwa 300 Familien in der Stadt lebten.

### 20. Jahrhundert
1915 bis 1916 wurde die Stadt im Rahmen des Völkermordes an den Armeniern Standort eines Konzentrationslagers. Nach der türkischen Niederlage im Ersten Weltkrieg rückten französische Truppen im Juli 1920 in Damaskus und Aleppo ein. In ar-Raqqa erklärte einen Monat später der Anführer des arabischen Muhayd-Familienclans, Scheikh Hajim ibn Muhayd, ar-Raqqa zur Hauptstadt eines unabhängigen Staates. Er und seine Getreuen erhielten militärische Unterstützung durch die Türken und kontrollierten so das Euphrattal. Im Friedensvertrag zwischen Frankreich und der Türkei vom 20. Oktober 1921 wurde die gemeinsame Grenzlinie festgelegt und die Region kam zum französischen Mandatsgebiet. Die Übergabe von ar-Raqqa war auf den 12. Dezember 1921 festgesetzt. An diesem Tag betraten französische Truppen die Stadt. Hajim wurde erlaubt, sich in sein Zeltlager 50 Kilometer nordöstlich zurückzuziehen.
Raqqa wurde zum Hauptort eines Verwaltungsbezirks (Muḥāfaẓat). Langsam ließen sich weitere Nomaden nieder. Das Wachstum zu einer Stadt begann erst nach dem Zweiten Weltkrieg, als in den 1950er Jahren der Baumwollanbau durch Bewässerung mit Dieselpumpen begann. 1945 hatte ar-Raqqa 4.500 Einwohner, 1968 waren es etwa 20.000.

### Syrischer Bürgerkrieg
Im Syrischen Bürgerkrieg wurde ar-Raqqa im März 2013 von Rebellen besetzt. Den Angriff führte eine Gruppe, die sich als Ahrar al-Scham bezeichnet. Einer Schätzung zufolge flüchteten bis März 2013 rund 800.000 Vertriebene in die Stadt. Die schiitische Ammar ibn Yasir-Moschee im Norden der Stadt wurde nach den Kämpfen von sunnitischen Rebellen entweiht und einige Schreine wurden zerstört. Ar-Raqqa wurde nach der Eroberung durch Oppositionskräfte von al-Qaida zugehörigen Kämpfern sowohl der Nusra-Front als auch des IS kontrolliert. Mitte August 2013 vertrieb der IS die der Freien Syrischen Armee zugehörige Ahfad-ar-Rasul-Brigade aus der Stadt.
Den Großteil des Weizens, den die Bäckereien der Stadt benötigen, besorgte der IS aus dem nördlichen Grenzgebiet zur Türkei. Der IS betrieb auch ein eigenes Gericht in der Stadt, bemühte sich um Daʿwa (Missionierung zum Islam) und hatte eine Schule für Kinder wiedereröffnet. Ferner war der IS für die Entführung von Paolo Dall’Oglio in der Stadt im Juli 2013 verantwortlich. Ab Mitte Juni gab es regelmäßig Proteste der Einwohner gegen den IS.
Am 26. September 2013 setzten islamistische Terroristen die melkitische griechisch-katholische Mariä-Verkündigungs-Kirche (Sayyida al-Bishara) in Brand, nachdem sie zuvor Kreuze und Bilder von den Wänden gerissen und angezündet hatten. Drei Tage später töteten die Syrischen Luftstreitkräfte nach Angabe der Syrischen Beobachtungsstelle für Menschenrechte bei einem Angriff auf eine Schule 16 Menschen, darunter 10 minderjährige Schüler. Die armenisch-katholische Märtyrerkirche wurde Sitz eines Scharia-Gerichts und der Sittenpolizei Hisbah. Sie wurde erst kurz vor dem Verlust der IS-Hochburg Raqqa gesprengt. Christen in ar-Raqqa wurden dazu gezwungen, eine Kopfsteuer zu zahlen und durften nicht in der Öffentlichkeit beten. Das Rauchen, der Genuss von Alkohol und das Hören von weltlicher Musik wurden von dem IS verboten. Die schiitische Moschee des Uwais al-Qaranī wurde zerstört.

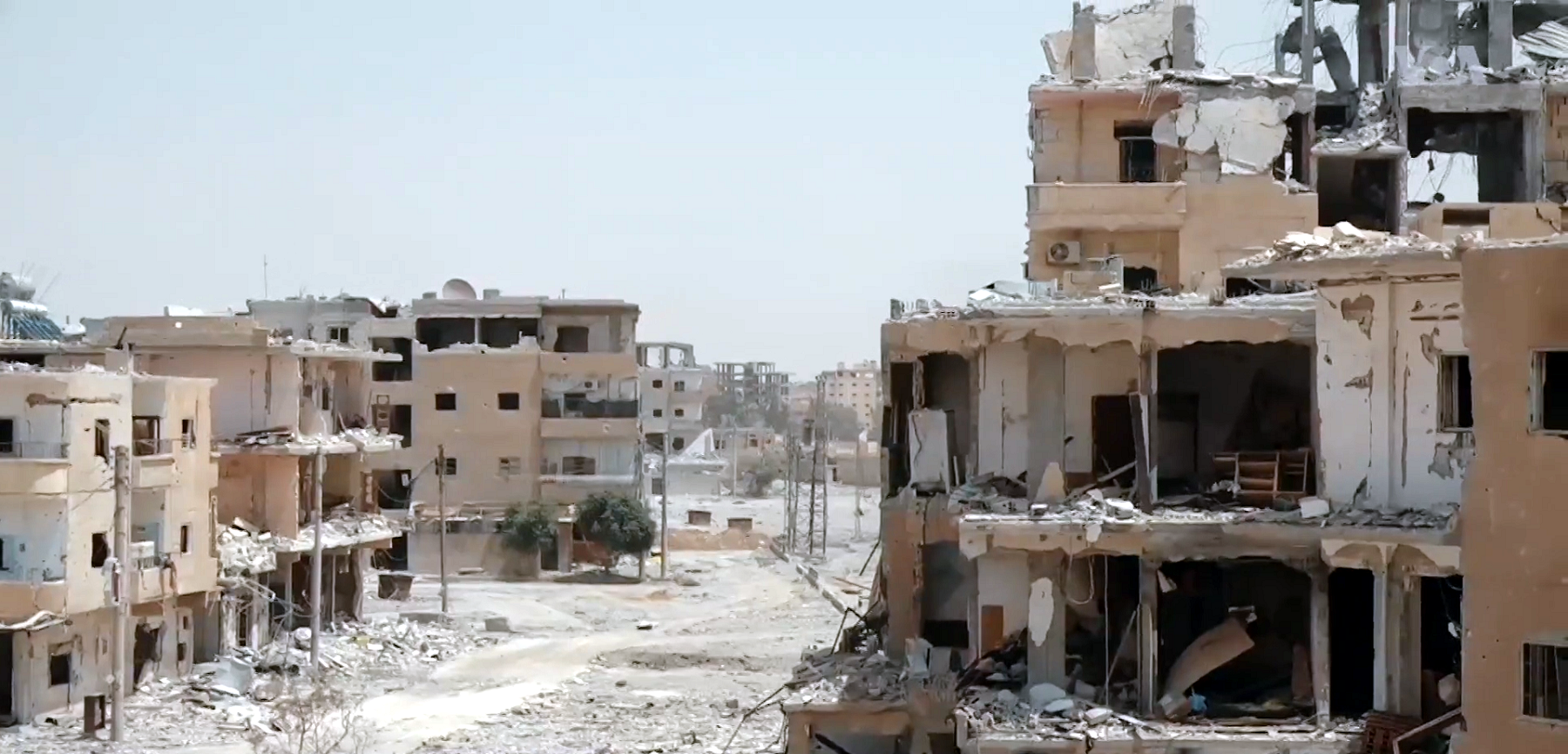
Kriegszerstörungen in einem Außenbezirk, August 2017

In der ersten Jahreshälfte 2016 galt die Stadt ar-Raqqa als Hochburg der IS-Terrormiliz, Ende Mai startete eine Großoffensive der unter anderem von den USA unterstützten Demokratischen Kräfte Syriens (SDF) gegen die Terrororganisation. Anfang November 2016 begannen 30.000 Kämpfer der kurdisch-arabischen SDF mit dem direkten Angriff gegen Ar-Raqqa. Den Oberbefehl hatten vier kurdische Kommandeure, unter ihnen Kommandantin Rojda Felat. Im April 2017 hielten sich in Raqqa nach Schätzungen noch etwa 100.000 Zivilisten und 5.000 IS-Kämpfer auf, darunter 1.500 ausländische Freiwillige. Im Juni 2017 begannen die Truppen der SDF mit Luftunterstützung der Koalitionstruppen die Stadt zu stürmen, am 17. Oktober gab man die Eroberung bekannt. Nach dem mehrmonatigen Kampf und mehr als 4500 Luftangriffen auf das Stadtgebiet waren etwa 1000 Zivilisten getötet und ein bedeutender Teil der Infrastruktur zerstört worden. Nach der Einnahme wurde mit dem Wiederaufbau der Stadt und Infrastruktur begonnen. Im Dezember 2017 konnte der Schulunterricht wieder aufgenommen werden. Im Juli 2018 kehrte der Mobilfunkanbieter MTN nach 5 Jahren Abwesenheit wieder nach Raqqa zurück. Im Juli 2018 wurde auch ein Institut für Erwachsenenbildung eröffnet. Der Fokus des Institutes waren die Frauen, die unter dem Islamischen Staat kaum eine Rolle im öffentlichen Leben gespielt haben. Im August 2019 verkündete die Rojava-Verwaltung in Raqqa über ihre Nachrichtenagentur Ajansa Nûçeyan a Firatê (ANF) die Absicht, sämtliche Moscheen und Kirchen ar-Raqqas wieder aufzubauen, wobei der armenisch-katholischen Märtyrerkirche, der größten Kirche Raqqas, besondere Aufmerksamkeit gegeben werde. Im August 2019 wurden die Reste der zerstörten Kirche abgetragen, und die Verwaltung kündigte an, auf den Fundamenten eine neue Kirche zu bauen.
Im Oktober 2019 nahmen türkische Streitkräfte im Rahmen ihrer Militäroffensive in Nordsyrien ein als „Sicherheitszone“ bezeichnetes Gebiet nördlich der Stadt bis Tall Abyad an der türkischen Grenze ein. Nach dem Abzug amerikanischer Truppen rückten im Dezember 2019 in Absprache mit den SDF russische Militäreinheiten in die Stadt vor. Türkische Luftangriffe sorgten im November 2022 nördlich von ar-Raqqa für Tote unter der Zivilbevölkerung und von der kurdischen SDF unterstützten Milizen.

## Stadtbild

### Historische Bauwerke
Die einst 4,5 Kilometer lange, von 771 bis 775 von al-Mahdi erbaute Stadtmauer wurde auf etwa drei Kilometer Länge in ihrem östlichen und nördlichen Teil bis zu einer Höhe von mindestens 5 Meter restauriert. Die ursprüngliche Höhe dürfte bei einer Stärke von 6,2 Metern etwa 18 Meter betragen haben. Es gab Zugänge an der West- und Ostseite und im Norden in der Mitte. Die Mauer umfasste ein Stadtgebiet von 1,5 Quadratkilometer. Der Mauerkern aus Lehmziegeln wird von einer Verschalung aus gebrannten Ziegeln gegen Witterungseinflüsse geschützt. In regelmäßigen Abständen zwischen 25 und 28 Meter treten 132 Rondelle mit 15 Meter Umfang etwa fünf Meter aus der Mauer hervor. 74 dieser Verteidigungsanlagen sind noch erhalten. Al-Mahdis Sohn, Harun ar-Raschid ließ zwischen 796 und 806 einen äußeren Wall hinzufügen. Vom vier Meter breiten eisernen Nordtor, das in mehreren arabischen Chroniken gewürdigt wird, sind nur noch Befestigungsteile vorhanden. Das Metall wurde im 10. Jahrhundert von der ständig unter Geldsorgen leidenden Dynastie der Hamdaniden, einer teilweise unabhängigen Regionalmacht zur Abbasidenzeit, an die Qaramiten verkauft, um Schulden zu begleichen.

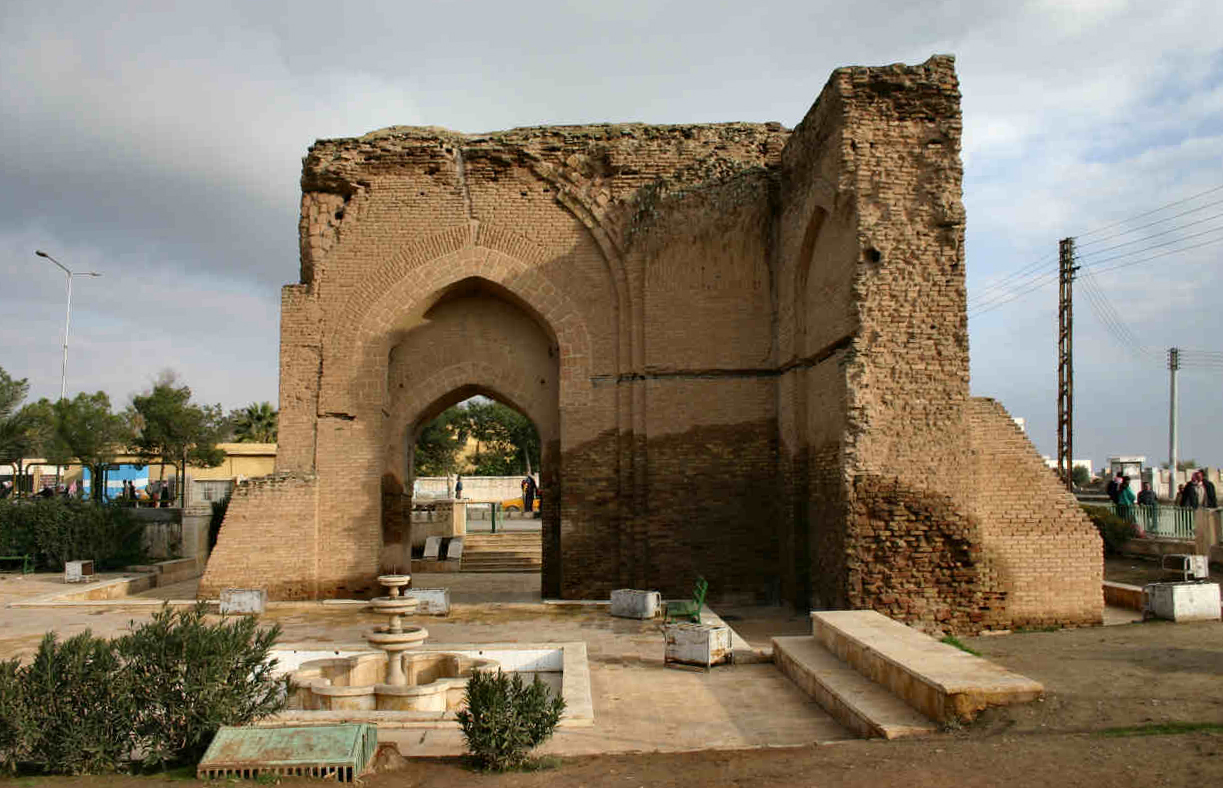
Freistehendes Bagdadtor von der inneren Westseite. Links außerhalb des Bildes liegt die restaurierte Rundbastion der abbasidischen Stadtmauer.

Das Bagdadtor steht unverbunden mit der Stadtmauer außerhalb der südöstlichen Bastion. Es wurde nicht 772 von al-Mansur gebaut, wie es nach dem britischen Kunsthistoriker K. A. C. Creswell in der ersten Hälfte des 20. Jahrhunderts die gängige Ansicht war. Dies widerlegte erstmals 1978 John Warren durch Stiluntersuchungen der Dekoration und der Bauform. Er plädierte für eine Entstehung im 10./11. Jahrhundert. Aufgrund der Anlage als zentraler Raum mit flachen Kielbögen auf vier Seiten entspricht das Bagdadtor der iranischen Architektur des 12. Jahrhunderts. Ebenfalls iranischem Baustil wird eine Hochwassermarke aus kleinformatigem Ziegelornament des 11. bis Anfang des 13. Jahrhunderts zugeordnet. Da Nur ad-Din während seiner Regierungszeit großzügig Baumaßnahmen förderte, ist eine Datierung nach Robert Hillenbrand (1985) in die zweite Hälfte des 12. Jahrhunderts möglich bis wahrscheinlich. Die Grundmaße des Bauwerks, von dem die Süd- und Ostseite teilweise erhalten sind, betrugen 12 × 8 Meter. Oben verläuft ein Ornamentband, das aus spitzbogenförmigen Nischen im Wechsel mit Halbsäulen besteht, mit einer weiteren Nischenreihe aus Vierpassformen darüber.
Während die westsyrischen Städte ab der Mamlukenzeit unter dem Einfluss der ägyptischen Baukunst standen, können Architekturformen des weit entfernt gelegenen Raqqas ab dem 11. Jahrhundert mit der Ausprägung des seldschukischen Baustils als – von einzelnen Anleihen abgesehen – die am weitesten nach Südwesten in den arabischen Raum ausgedehnte iranische Architektur angesehen werden.
Das teilrestaurierte Qasr al-Banat, eine Residenz aus dem 12. Jahrhundert nahe der östlichen Stadtmauer, zählt zu den seltenen Beispielen für zentrale Vier-Iwan-Räume in Syrien. Die Bauform geht ebenfalls auf iranische Moschee- und Palastvorbilder zurück, das Dekor aus dickem Stuckgips verweist auf Vorbilder aus dem Irak.
Im nördlichen Teil des alten Stadtbezirks, an der durch das Nordtor führenden Straßenachse, liegt innerhalb eines 95 × 110 Meter großen ummauerten Hofes die ehemalige Große Moschee. Die wehrhafte Mauer bestand ähnlich wie die Stadtmauer aus einem mit Backsteinen verblendeten Lehmziegelkern. Der ursprünglich ayyubidische Bau wurde unter al-Mansur 772 errichtet, die heute sichtbaren Reste zeigen die Erneuerung durch Nur ad-Din. Die annähernd quadratische Hofmoschee besaß vor der Gebetswand mit Mihrāb drei, aus Ziegel gemauerte Pfeilerreihen (Qibla-Riwaq) und umlaufende Doppelarkaden an den übrigen Seiten. Halbsäulen an den Wandanschlüssen trugen Kapitelle aus Stuck. Diese früheste Pfeilermoschee diente vermutlich als Vorbild für die Freitagsmoschee in Bagdad (erweitert 808/809). Die 15, bis zu einer Höhe von 11 Meter erhaltenen Spitzbogenarkaden bildeten die Hofseite der Gebetshalle. Die Große Moschee betonte mit den auf einer Wandseite abgestuften, vergrößerten Mittelbögen eine zentrale Achse. Sie gilt wegen ihrer klaren, ohne aufgesetzte Ornamente gestalteten Arkaden als schönstes der durch Nur ad-Dins Förderung erneuerten Bauwerke. Der untere Teil des kreisrunden Ziegelminaretts auf einem quadratischen Steinsockel blieb ebenfalls erhalten. Es wurde zeitgleich mit den Restaurierungen (1146 bis 1165) neu erbaut. Mittelalterliche Minarette in Syrien waren allgemein quadratische Steintürme; nur um ar-Raqqa gab es die irakische Bauform der runden, glatten Ziegelminarette. Die einzigen Verzierungen an diesem und dem zur selben Zeit erbauten Minarett von Qalʿat Dschaʿbar (am Assad-Stausee) waren ein Friesband an der Spitze und in regelmäßigen Abständen kleine Fensterschlitze.
1,5 bis 3 Kilometer nordöstlich der ummauerten Stadt wurde zwischen 1944 und 1970 und 1982 bis 1992 auf einer Fläche von etwa 4 × 5 Kilometer das Palastareal von Harun ar-Raschid ergraben. Er ließ sieben Paläste und zwei Wohngebäude errichten, die in den Plänen der 1950er Jahre als Palast A, B, C, D, West- und Ostpalast bezeichnet werden. Die Lehmziegelmauern des 120 × 150 Meter messenden Palast A befanden sich bei ihrer Freilegung (ab 1944 und von 1966 bis 1970) in sehr schlechtem Erhaltungszustand. Die größte Anlage, der Qasr as-Salam, maß 300 × 350 Meter und diente dem Kalifen als Residenz. Palast B (1950–52 ausgegraben) war in Nord-Süd-Richtung 115 Meter lang, mit einer südlichen Umfassungsmauer von 75 Meter und einer Nordmauer von 70 Meter. Zwischen den diversen Räumlichkeiten lagen ein zentraler Hof und mehrere Gärten. Innen- wie Außenwände waren mit weißem Stuck überzogen, die mit aufwendig gestalteten floralen Ornamentbändern dekoriert waren. Der 1970 untersuchte Palast D war mit 100 × 100 Meter vergleichbar monumental. Alle untersuchten Gebäude bestanden aus Lehmziegeln oder Stampflehm und waren nur an wenigen Stellen durch gebrannte Ziegel verstärkt. Der 70 × 40 Meter große Ostpalast bestand aus einer zentralen dreiteiligen Halle mit einem Vorhof zur Südseite und einem Innenhof mit Nebenräumen im Norden. Bei diesem Palast waren die Mauern in einer Höhe von 1,5 Meter erhalten. Sie wurden auf 2 Meter ergänzt und mit Kalkputz gegen Witterungseinflüsse geschützt. Der Ostpalast blieb so als einziges dieser Bauwerke erhalten, die übrigen sind durch Überbauung und landwirtschaftliche Nutzung zwischenzeitlich verschwunden.
Am zentralen Platz (Uhrturm) der heutigen Neustadt lag die Südwestecke der an dieser Stelle nicht mehr vorhandenen Stadtmauer. Südlich angrenzend lag nach dem Abgleich historischer Reiseberichte und Fotografien eine Zitadelle aus dem 13. Jahrhundert. Die gebrannten Ziegel von vier, einst massiven Ecktürmen wurden vermutlich bereits in der zweiten Hälfte des 19. Jahrhunderts zum großen Teil abgetragen und sekundär weiterverwendet, die übrig gebliebene Erderhebung musste dem Straßenbau in den 1950er Jahren weichen. Aufgrund von Luftbildern aus der französischen Mandatszeit rekonstruierte Heidemann (2003) eine quadratische Anlage mit 200 Meter Seitenlänge und Türmen von 15 Meter Durchmesser. Eine Aufnahme von 1939 zeigt noch einen der Rundtürme aufrecht stehend.

### Moderne Stadt

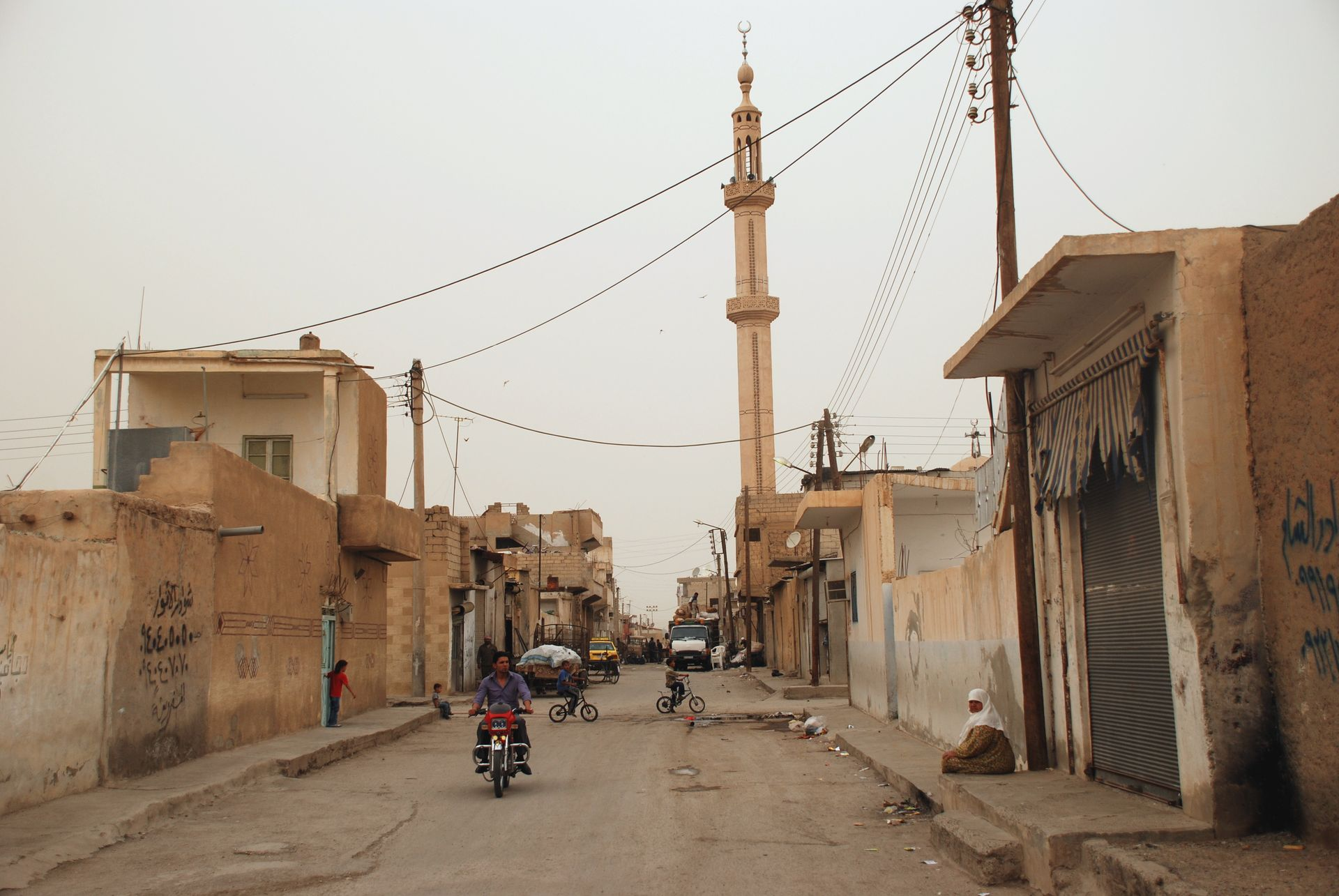
Wohngebiet im Osten innerhalb der Stadtmauer

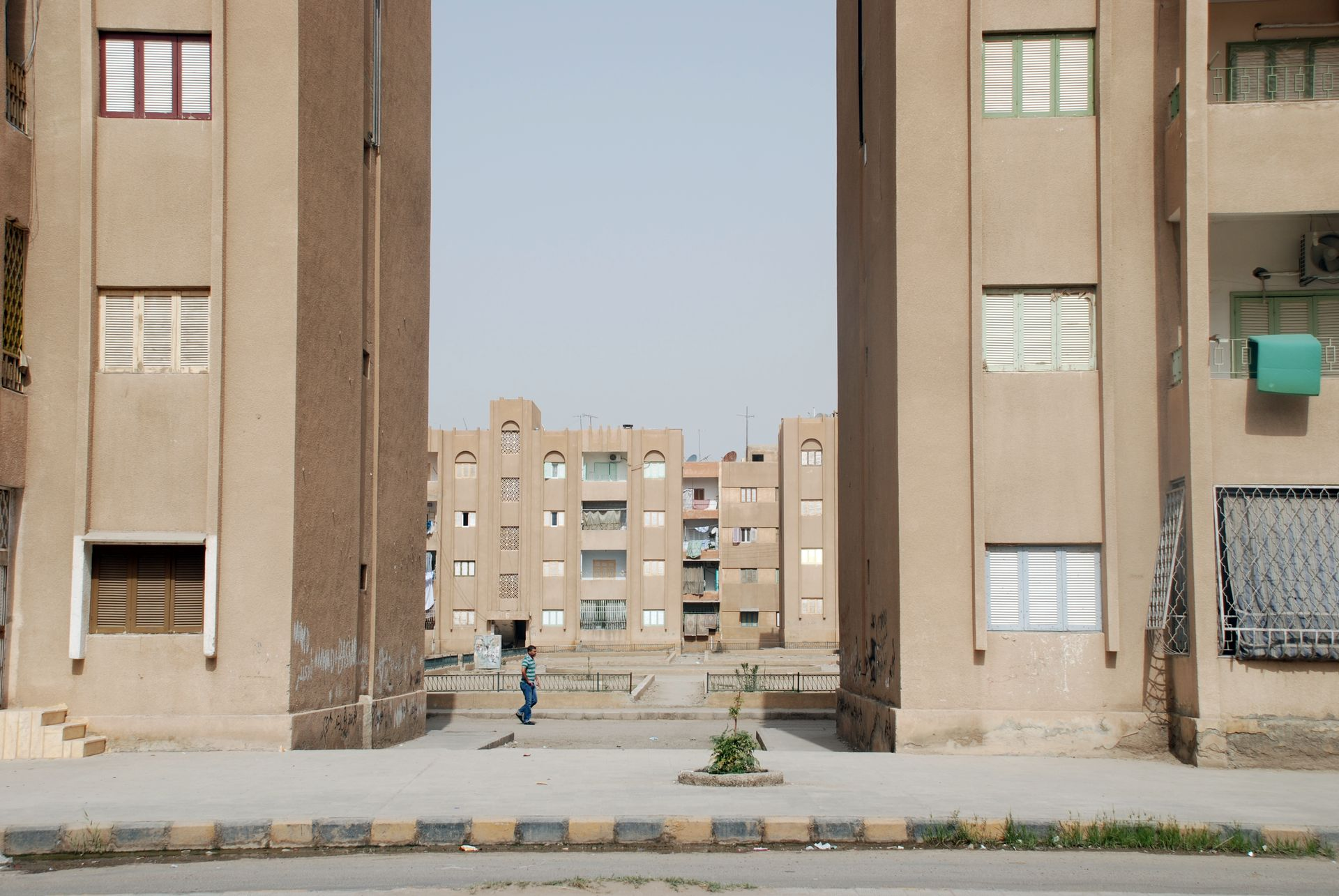
Nach 2000 entstandene Wohnsiedlung vier Kilometer westlich des Zentrums

Die Neuanlage der Stadt im 20. Jahrhundert erfolgte mit schachbrettartigem Straßenmuster innerhalb der abbasidischen Stadtmauern. Ein während der französischen Mandatszeit erbautes Verwaltungsgebäude, in dem seit 1981 das Stadtmuseum untergebracht ist, markiert im Süden des ummauerten Gebietes das Zentrum der zu seiner Zeit geplanten Stadtanlage. Nach Norden und Osten schließen sich einfachere Wohnviertel mit zweigeschossiger Bebauung an. Das Qasr al-Banat innerhalb der Ostmauer ist von Straßenzügen mit kleinen Autowerkstätten umgeben.
Das Stadtmuseum liegt an der Sharia al-Quwatli, der heutigen, in Ost-West-Richtung verlaufenden Hauptgeschäftsstraße. Das Museum beherbergt eine Sammlung archäologischer Funde seit dem Neolithikum bis zum Römischen Reich und in die byzantinische Zeit aus einigen Fundstätten der Provinz, darunter Tell Sabi Abyad, Tell Bi'a, Tell Chuera und Tall Munbāqa. Während des Bürgerkriegs und der Herrschaft des IS entstanden Schäden am Gebäude und viele Objekte wurden gestohlen zerstört.
Die nach der Mitte des 20. Jahrhunderts neu angelegte Stadtmitte wird durch den großen Platz am Westende der Sharia al-Quwatli gebildet und wie in jeder syrischen Stadt durch einen Uhrturm angezeigt. Hier befinden sich repräsentative Verwaltungsgebäude. Ein Kilometer nach Süden erreicht die Hauptzufahrtsstraße die Euphratbrücke, zwei Kilometer nördlich knapp außerhalb der Stadtmauer liegt der heruntergekommene Bahnhof der Bahnlinie Deir ez-Zor – Aleppo. Dort und nach Osten dehnen sich Wohnviertel der Unterschicht mehrere Kilometer über den Altstadtring hinaus und bis an den Rand von Tell Bi'a. Es entstehen ungeplant inselartige Vororte auf den die Stadt umgebenden Baumwolle- und Getreidefeldern.
Westlich an die Altstadt schließt sich ein neues Geschäftsviertel mit breiten Straßen, mehrstöckigen Wohnblocks und dazwischen einigen Grünflächen an. Ein geplantes, mehrere Quadratkilometer großes Areal mit Eigentumswohnungen in uniformen vier- bis fünfgeschossigen Wohneinheiten breitet sich seit der Jahrtausendwende mit großer Geschwindigkeit nach Westen aus. Es endet (2009) etwa vier Kilometer außerhalb des Zentrums, wo temporäre Gebäude mit einfachen Handwerksbetrieben die städtische Randzone bilden.

## Politik
Im Juli 2018 waren die beiden Zivilratsvorsitzenden der Stadt Leyla Mustafa und Abid al-Mihbash.
Das Rathaus wurde während der Eroberung durch die SDF zerstört. Das Rathaus ist in einem früheren Postamt untergebracht.

## Söhne und Töchter der Stadt
- Mohed Altrad (* 1948 oder 1951), französischer Geschäftsmann syrischer Herkunft
- Yassin al-Haj Saleh (* 1961), Schriftsteller und Dissident